# Tristkopf (Kitzbüheler Alpen)
Der Tristkopf (auch Dristkopf) ist ein 2361 m ü. A. hoher Berg in den westlichen Kitzbüheler Alpen an der Grenze von Tirol im Norden und dem Salzburger Land im Süden. Der Berg gehört zum Tourengebiet der nördlich gelegenen Neuen Bamberger Hütte und ist von dieser auf markiertem Steig über das Nadernachjoch (2100 m) im Nordosten des Tristkopfes in 2 Stunden zu erreichen. Von Süden lässt sich der Berg ab dem Hotel Ronach an der Alten Gerlosstraße durch das Nadernachtal besteigen. Entweder man durchschreitet das ganze Tal bis zum Nadernachjoch und folgt dann dem von der Neuen Bamberger Hütte kommenden Weg, oder man steigt ab der Putzalm auf markiertem Weg über den Ronachgeier (2236 m) zum Baumgartgeier (2392 m). Von dort ist die Route nicht mehr markiert und führt über die Breite Scharte (2260 m) nach Norden zum Tristkopf. Beide Varianten werden gerne als Rundtour begangen. Bei entsprechender Kondition lässt sich zusammen mit dem Tristkopf auch das nordöstlich benachbarte Kröndlhorn (2444 m) besteigen, auf das vom Nadernachjoch ebenfalls ein markierter Steig führt.

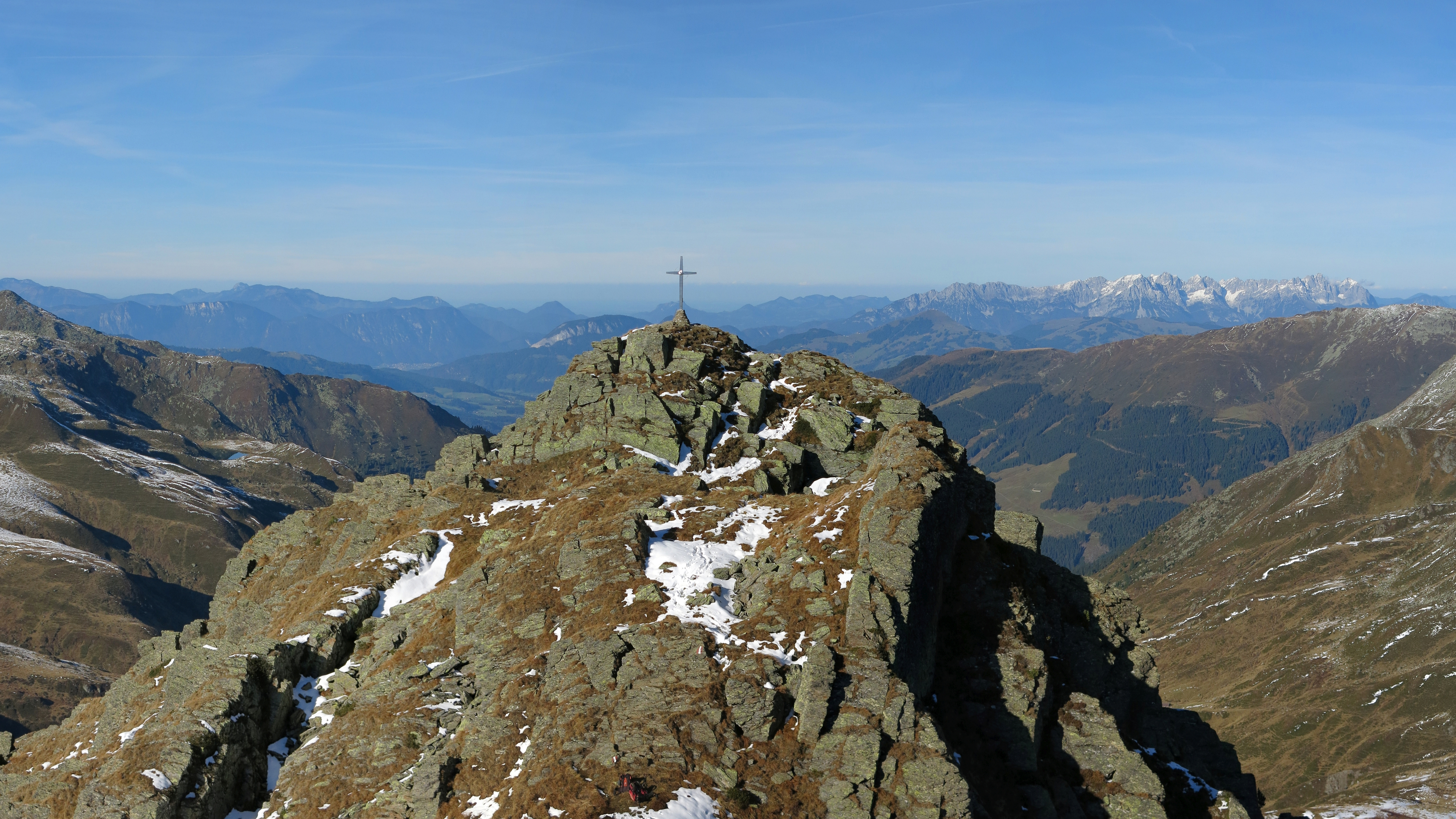
Gipfel des Tristkopfes
360-Grad-Panoramaaufnahme vom Gipfel des Tristkopfes